# Dassault Falcon 10X
Die Dassault Falcon 10X ist ein in Entwicklung befindliches Langstrecken-Geschäftsreiseflugzeug des französischen Herstellers Dassault Aviation.

## Entwicklung
Das Projekt wurde im Mai 2021 vorgestellt und befindet sich derzeit in der Entwicklung. Die Falcon 10 soll in Konkurrenz zur Bombardier Global 7500 und zur Gulfstream G700 stehen. Gegenüber diesen Mustern soll die Falcon 10X über eine geräumigere Kabine und bessere Kabinenatmosphäre (Luftdruck und -feuchtgkeit wie etwa in 900 m Höhe, bei modernen Verkehrsflugzeugen sind 2.000 m üblich) verfügen. Der Einbau eines Schlafzimmers, eines Badezimmers und einer Dusche sollen möglich sein. Dassault verspricht ein digitales Flugsteuerungssystem der nächsten Generation, das direkt von Dassaults neuester Militärtechnologie abgeleitet sein soll, die ein noch nie da gewesenes Maß an Flugpräzision und Schutz bieten soll. Die Maschine soll bei praktisch allen Wetterbedingungen fliegen können.

## Konstruktion
Die Falcon 10X soll als Tiefdecker mit gepfeilten Tragflächen und einem ebenfalls gepfeilten T-Leitwerk ausgeführt werden. Die Triebwerke sollen seitlich am Heck angebracht werden. Das Flugzeug soll ein einziehbares Dreibeinfahrwerk mit Bugrad erhalten. Die Tragflächen sollen aus Karbonfaser gefertigt werden.

## Technische Daten
| Kenndaten             | Falcon 10X             |
| --------------------- | ---------------------- |
| Länge                 | 33,4 m                 |
| Spannweite            | 33,6 m                 |
| Höhe                  | 8,4 m                  |
| Kabinenlänge          | 16,4 m                 |
| Kabinenhöhe           | 2,03 m                 |
| Kabinenbreite         | 2,77 m                 |
| Kabinenvolumen        | 78,7 m³                |
| Gepäckraum            | 5,6 m³                 |
| max. Startmasse       | 52.163 kg (115.000 lb) |
| Höchstgeschwindigkeit | Mach 0,925             |
| Startstrecke          | 1.829 m (6.000 ft)     |
| Landestrecke          | 762 m (2.500 ft)       |
| Dienstgipfelhöhe      | 15.545 m (51.000 ft)   |
| Reichweite            | 13.900 km (7.500 sm)   |
| Triebwerke            | 2 Rolls-Royce Pearl 10 |
| Startschub            | je 80 kN (18.000 lbf)  |